# Esine

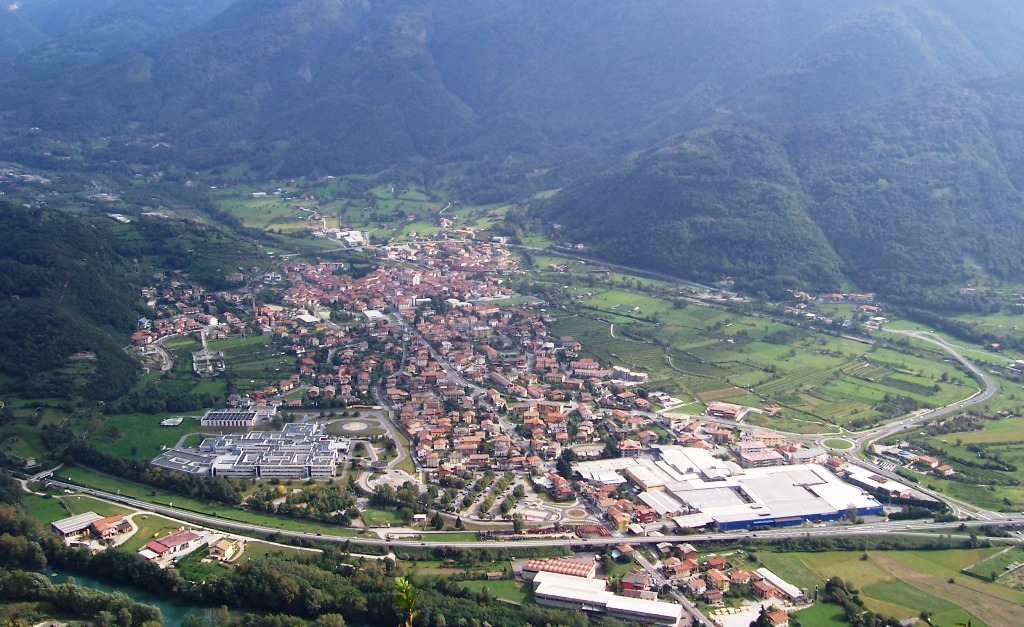
Panorama, Esine (2009)

Esine is een gemeente in de Italiaanse provincie Brescia (regio Lombardije) en telt 4949 inwoners (31-12-2004). De oppervlakte bedraagt 30,3 km², de bevolkingsdichtheid is 157 inwoners per km².

## Demografie
Esine telt ongeveer 1959 huishoudens. Het aantal inwoners steeg in de periode 1991-2001 met 8,9% volgens cijfers uit de tienjaarlijkse volkstellingen van ISTAT.
| Jaar | Inwoneraantal |
| ---- | ------------- |
| 1991 | 4321          |
| 2001 | 4707          |

## Geografie
Esine grenst aan de volgende gemeenten: Berzo Inferiore, Bovegno, Cividate Camuno, Darfo Boario Terme, Gianico, Piancogno.

## Externe link

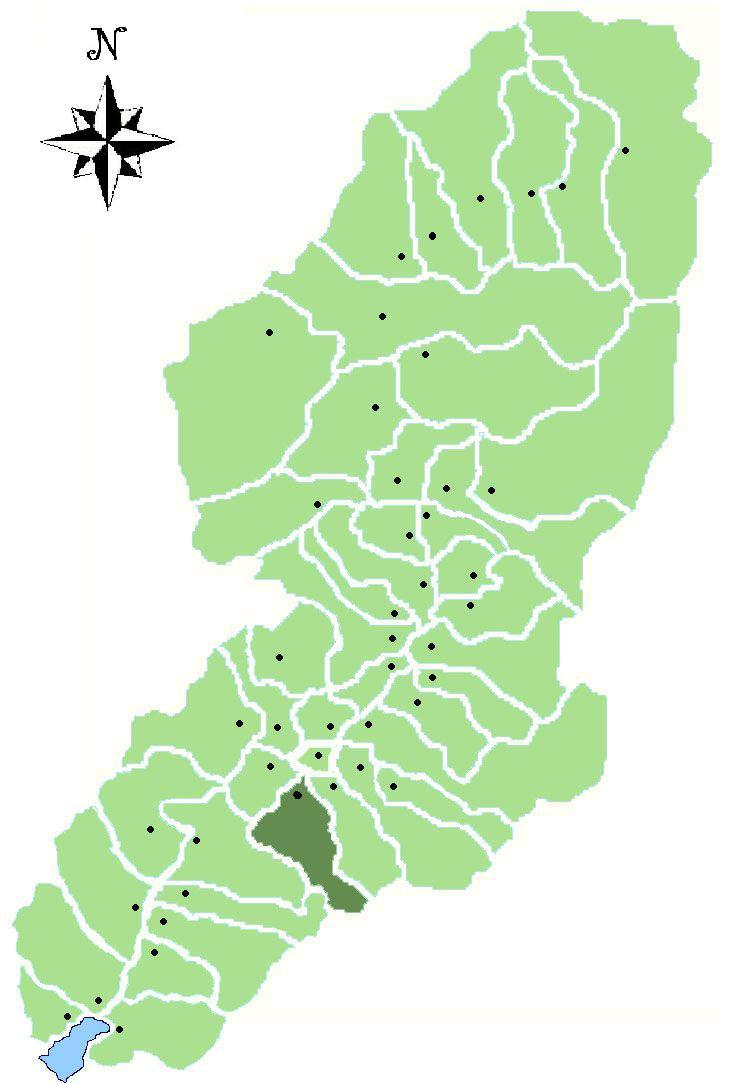
Esine's land in Valle Camonica